# ديك سكوت (صحفي)
ديك سكوت (بالإنجليزية: Dick Scott)‏ هو صحفي ومؤرخ نيوزلندي، ولد في 1923 في بالميرستون نورث في نيوزيلندا.